# UFC 260
UFC 260: Miocic vs. Ngannou 2 foi um evento de MMA produzido pelo Ultimate Fighting Championship no dia 27 de março de 2021, no UFC APEX, em Las Vegas, Nevada.

## Plano de fundo
Uma luta pelo cinturão peso pesado entre o campeão Stipe Miocic e Francis Ngannou foi a luta principal da noite. Ambos haviam se enfrentado pela primeira vez no UFC 220 em janeiro de 2018, onde Miocic venceu a luta por decisão unânime e defendeu o cinturão peso pesado do UFC.
Uma luta pelo cinturão peso pena entre Alexander Volkanovski e Brian Ortega ocorreu neste evento. Entretanto, a luta foi cancelada após Volkanovski testar positivo para COVID-19.
Johnny Walker enfrentou Jimmy Crute neste evento. Entretanto, Walker se retirou da luta em fevereiro alegando uma lesão no peito.
Uma luta no peso mosca feminino entre Gillian Robertson e Miranda Maverick foi marcada para o UFC 258, mas foi cancelada após Robertson testar positivo para Covid-19. A luta foi remarca para este evento.

## Resultados
Nota 1 Pelo Cinturão Peso-Pesado do UFC.

## Bônus da Noite
Os lutadores receberam US$50.000 de bônus:
- Luta da Noite:  Vicente Luque vs.  Tyron Woodley
- Performance da Noite:  Sean O’Malley e  Francis Ngannou